# 山口英世
山口 英世（やまぐち ひでよ、1934年3月3日 - ）は、日本の真菌学者、帝京大学名誉教授。

## 略歴
山形県東村山郡山辺町出身。1958年東京大学医学部医学科を卒業後、1963年同大学院生物系研究科第三基礎医学専門課程博士課程を修了し、医学博士の学位を取得。
1964年東京大学応用微生物研究所助手、1966年東京大学医学部講師、助教授を経て、1982年帝京大学医学部教授となり、帝京大学医真菌研究センター長を兼務、1999年帝京大学医真菌研究センター教授、2004年退職、名誉教授となる。
2014年、瑞宝中綬章を受章。

## 著書
- 『今日の抗生物質』南山堂 1984
- 『病原真菌と真菌症』南山堂 1999
- 『真菌(かび)万華鏡』南山堂 2004

### 共編著・監修
- 『病原真菌学』宮治誠・西村和子共著 南山堂 1987
- 『カンジダ症の診断』池本秀雄共編  (深在性真菌症フォーラム学術集会講演集)バイオメディカルサイエンス研究会 1994
- 『真菌症診断のための検査ガイド』内田勝久共著 栄研化学 1994
- 『真菌血症』池本秀雄共編  (深在性真菌症フォーラム学術集会講演集)バイオメディカルサイエンス研究会 1995
- 『真菌症遺伝子診断 病原真菌ゲノム解析プロトコール』齋藤日向共監修,槙村浩一編 メジカルセンス 1997
- 『真菌症の検査医学的診断 起因菌の検出と同定』内田勝久共編 メディカルトリビューン 2003

### 翻訳
- Wiesmann『医微生物学』北村敬共訳 文光堂 1980
- D.G.リグレ『生命の操作 試験管ベビーからエイジングまで』(ライフサイエンス教養叢書) 穂垣正暢共訳 培風館 1981
- J.W.ディーコン『現代真菌学入門』(基礎微生物学）河合康雄共訳 培風館 1982
- Michael R.McGinnis [ほか『医真菌図説 同定のための手引き』監訳 医歯薬出版 1984
- J.G.コリー『実用医微生物学』(基礎微生物学）河合康雄共訳 培風館 1984

## 論文
- <山口英世